# Starzenbach (Starnberger See)
Der Starzenbach ist ein etwa 5,8 km langer Zufluss zum Starnberger See in Oberbayern.
Der Bachlauf beginnt an einer Ableitung des Deixlfurter Bachs in der Nähe des Deixlfurter Sees. Der Starzenbach fließt in weitgehend nordöstlicher Richtung, durchquert Feldafing sowie Possenhofen und mündet dann in den Starnberger See.